# برلمان كرواتيا
برلمان كرواتيا (بالكرواتية: Hrvatski sabor )‏ هو الهيئة التشريعية في كرواتيا، ويتكون من 151 مقعداً, وفقًا للدستور الكرواتي يمثل البرلمان الشعب و يمتلك السلطة تشريعية في البلاد.